# Сич мадагаскарський
Сич мадагаскарський (Athene harrisii) — вид птахів родини совових (Strigidae). Ендемік Мадагаскару.

## Поширення
Вид є звичайним птахом на Мадагаскарі. Поширений на більшості території, його немає лише в центральній частині у високогір'ї. Мешкає у вічнозелених тропічних лісах, лісистих саванах і скелястих ущелинах від рівнин до висоти 800 метрів.

## Опис
Мадагаскарський сич досягає довжини тіла від 23 до 30 сантиметрів і ваги до 236 грам. Це сова середнього розміру з круглою головою без пір'яних вух. Верхня сторона коричнева з кількома невеликими білими плямами на тімені та крилах. На лиці широка білувата надбрівна смуга. Нижня сторона біло-коричнева з поперечними смугами. Дзьоб, ноги і ступні жовтуватого кольору. Статевий диморфізм у птахів відсутній.

## Спосіб життя
Про спосіб життя мадагаскарських сичів є лише неповна інформація. Вони харчуються в основному комахами, іноді земноводними та рептиліями, а також дрібними птахами та дрібними ссавцями, такими як миші. Полюють виключно вночі. Період розмноження з жовтня по грудень. Гнізда будуються в дуплах дерев і містять від трьох до п'яти яєць. Подробиці поведінки при розмноженні невідомі.